# ルーシー・ブロンズ
ルーシー・ブロンズ（Lucy Bronze、1991年10月28日 - ）は、イングランドのベリック・アポン・ツイード出身の女子サッカー選手。チェルシーFCウィメン所属。ポジションはディフェンダー（右サイドバック）。イングランド女子代表。

## 経歴
女子サッカー界最高のサイドバックの一人。クロスカントリーや五種競技で全国大会の決勝に進出するなど他の多くの競技にも参加し、ある時点では800メートル走者としてオリンピックに出場することを目指す程であった。また、母が数学教師の為にそれにも関心があり、英国数学トラストで銅賞を貰うほどだったという。
リヨンでUEFA女子チャンピオンズリーグを3回制覇し、リバプールとマンチェスター シティでウィメンズ・スーパーリーグのタイトルを3回獲得した。バルセロナではリーガとチャンピオンズリーグの連覇を経験。
それはライオネスでも同様で、2015 FIFA女子ワールドカップで3位、2012年ロンドン五輪と2020年東京五輪ではベスト8、UEFA欧州女子選手権2022では初優勝した。
2023年、欧州女子選手権初優勝の功績として彼女を含めたライオネスの4人に大英帝国勲章のメンバーグレードであるMBEを授与された。

## タイトル

### クラブ

#### サンダーランドAFCウィメン
- FA女子プレミアリーグ・ノーザンディヴィジョン: 1回 (2008–09)
- FA女子カップ 準優勝: 1回 (2008–09)

#### リヴァプールFCウィメン
- ウィメンズ・スーパーリーグ: 2回 (2013, 2014)

#### マンチェスター・シティWFC
- ウィメンズ・スーパーリーグ: 1回 (2016)
- FA女子カップ: 2回 (2016–17, 2019–20)
- FA女子リーグカップ: 2回 (2016, 2021–22)
- バロンドール・クラブ・オブ・ザ・イヤー: 1回 (2021–22)

#### オリンピック・リヨン
- ディヴィジオン・アン・フェミニン: 3回 (2017–18, 2018–19, 2019–20)
- クープ・ドゥ・フランス・フェミニン（英語版）: 2回 (2019, 2020)
- トロフェ・デ・シャンピオンヌ（英語版）: 1回 (2020–21)
- UEFA女子チャンピオンズリーグ: 3回 (2017–18, 2018–19, 2019–20)

#### FCバルセロナ・フェメニ
- リーガF: 2回 (2022-23, 2023–24)
- UEFA女子チャンピオンズリーグ: 2回 (2022-23, 2023–24)
- スーペルコパ・デ・エスパーニャ・フェミニーナ（英語版）: 2回 (2022–23, 2023–24)
- コパ・デ・ラ・レイナ: 1回 (2023–24)

### 代表

#### U19イングランド代表
- UEFA U-19女子選手権準優勝: 1回 (2017)

#### イングランド代表
- FIFA女子ワールドカップ準優勝: 1回 (2023)、 3位: (2015)
- UEFA欧州女子選手権: 1回 (2022)
- シービリーブスカップ: 1回 (2019)
- アーノルド・クラック・カップ（英語版）: 1回 (2012)

### 個人

#### FIFA
- FIFA女子ワールドカップオールスターチーム: 2回 (2015, 2019)
- FIFA FIFPro女子ワールドイレブン: 4回 (2017, 2019, 2020, 2021[5])
- FIFA女子ワールドカップシルバーボール: 1回 (2019)
- FIFA女子最優秀選手賞（英語版）: 1回 (2020)

#### IFFHS
- IFFHS 女子ワールドチーム: 5回 (2017, 2018, 2019, 2020, 2022[6])
- IFFHS 女子世界ドリームチーム: 1回 (2021[7])
- IFFHS 女子欧州ドリームチーム: 1回 (2021[8])
- IFFHS イングランド歴代女子ドリームチーム: 1回 (2021[9])

#### イングランド
- サンダーランド年間最優秀選手: 1回 (2007–08)
- PFA年間ベストイレブン: 4回 (2013–14, 2014–15, 2015–16, 2016–17)
- PFA女子年間最優秀選手賞: 2回 (2013–14, 2016–17)
- FA年間最優秀選手: 1回 (2015, 2019[10])
- BBC・スポーツ・パーソナリティ・オブ・ザ・イヤー賞 ノミネート: 1回 (2015)
- FAWSL年間最優秀選手: 1回 (2016)
- MCWFC エティハド航空 シーズン最優秀選手: 1回 (2016)
- BBC女子年間最優秀選手（英語版）: 2回 (2018[11], 2020[12])
- グローブ・サッカー・アワード（英語版）年間女子最優秀選手賞: 1回 (2019)
- FAWSL月間最優秀選手賞: 1回 (2021年9月[13])
- 大英帝国勲章 MBE: 2023